# Aurica Bărăscu
Aurica Bărăscu-Chirita (ur. 21 września 1974 w Nicoresti) – rumuńska wioślarka.

## Osiągnięcia
- Mistrzostwa świata – Aiguebelette-le-Lac 1997 – czwórka podwójna – 10. miejsce[1].
- Mistrzostwa świata – St. Catharines 1999 – ósemka – 1. miejsce[1].
- Mistrzostwa świata – Zagrzeb 2000 – czwórka bez sternika – 3. miejsce[1].
- Igrzyska olimpijskie – Sydney 2000 – czwórka podwójna – 9. miejsce[1].
- Mistrzostwa świata – Lucerna 2001 – ósemka – 2. miejsce[1].
- Mistrzostwa świata – Sewilla 2002 – dwójka podwójna – 11. miejsce[1].
- Mistrzostwa świata – Sewilla 2002 – ósemka – 4. miejsce[1].
- Mistrzostwa świata – Mediolan 2003 – dwójka podwójna – 8. miejsce[1].
- Mistrzostwa świata – Mediolan 2003 – ósemka – 2. miejsce[1].
- Igrzyska olimpijskie – Ateny 2004 – ósemka – 1. miejsce[1].
- Mistrzostwa świata – Monachium 2007 – ósemka – 2. miejsce[1].
- Mistrzostwa Europy – Poznań 2007 – ósemka – 1. miejsce[1].